# خوشيار (قيلاب)
خوشیار (بالفارسية: خوشیار) هي قرية تقع في قسم قيلاب الريفي، بمقاطعة أنديمشك التابعة لمحافظة خوزستان، إيران.